# 1,3-二㗁烷
1,3-二噁烷（英語：1,3-Dioxane）是一种有机化合物，化学式C4H8O2。 它是饱和的六元环杂环化合物，在1-和3-位上有两个氧原子代替碳原子。相应的五元环被称为1,3-二氧五环。
类似1,3-二氧五环，1,3-二㗁烷是一类缩醛，可用作羰基化合物的保护基。1,3-二㗁烷是在布仑斯惕酸或路易斯酸催化剂存在下，由甲醛和1,3-丙二醇之间的反应制备的。 